# 亡命大煞星
《亡命大煞星》（英語：The Getaway）是根据吉姆·汤普森同名小说改编的1972年美国动作驚悚片，由山姆·畢京柏执导，華特·希爾编剧，史提夫·麥昆、艾莉·麥克勞、班·約翰森、艾尔·勒提埃里、萨莉·斯特拉瑟斯主演。电影讲述抢劫主谋卡特·“达克”·麦考伊锒铛入狱，夫人卡罗尔设法帮丈夫取得假释，但條件是他必须抢劫德克萨斯州银行。夫妻二人案发后遭人出卖，被迫逃往墨西哥，警方和犯罪分子紧追不舍。
麦奎因和制片人大卫·福斯特对彼得·博格丹诺维奇的《最後一場電影》非常满意，请他导演《亡命大煞星》。汤普森加入项目负责编剧，但他和博格丹诺维奇都因同麦奎因存在创意分歧被炒，希尔与佩金帕最后分别担任编剧和导演。本片1972年2月7日在德克萨斯州开始主体拍摄，麦奎因与佩金帕不久前刚在《小邦纳》合作，该片同样在1972年上映但票房不佳。
《亡命大煞星》1972年12月13日首映后评价不佳但观众买账，超過3600万美元票房在1972年电影排名第八，是麦奎因与佩金帕电影生涯比较上座的作品。白驹过隙，影片顶住时间考验，许多影评人回顾电影长河时对《亡命大煞星》青眼有加。1994年，本片的同名重拍片上映，艾力·寶雲与金·貝辛格主演。

## 剧情
卡特·“达克”·麦考伊因持械抢劫被判十年有期徒刑，在德克萨斯州监狱服刑四年后申请假释遭拒。达克要求前来探监的夫人卡罗尔设法与圣安东尼奥商人杰克·贝农达成协议，这样他才能出狱。贝农找关系安排达克假释，条件是达克协助贝农的心腹鲁迪和弗兰克抢银行。弗兰克行动期间杀害保安，鲁迪枪杀弗兰克并瞄准达克，后者马上反击多次命中鲁迪，然后带着50万美元现金逃走，未料鲁迪穿着防彈背心受伤未死。
达克与贝农见面，没想到对方居然安排卡罗尔杀夫，但卡罗尔只是将计就计，关键时刻掉转枪口杀害贝农。达克根据贝农中枪前的嘲笑明白妻子不惜与对方上床换取他假释，他愤怒地收起钱，两人激烈争吵后一起逃往埃尔帕索准备去墨西哥。
鲁迪胁迫乡村兽医哈罗德与夫人弗兰为他治伤，然后绑架两人追杀达克和卡罗尔，与贝农的兄弟卡利及其爪牙不谋而合。火车站骗子从卡罗尔手中调走储物柜钥匙，偷走钱袋，达克跟上火车抢回，只是骗子已将部分现金转移。火车上的男孩玩水槍时喷到达克一身，达克严辞斥责，男孩与受伤的骗子都被带到警局，两人认出达克的照片。
夫妻二人开着卡罗尔买的车前往电器商店，达克购买便携收音机，顺手关掉店主桌上播放新闻的收音机，里面报导的消息正是他们卷入的案件。商店电视荧屏全部出现达克的照片，他马上离开，店主看到照片后报警。达哥用附近商店偷来的猎枪向警车开火，争取逃跑时间。
鲁迪与弗兰相互吸引，两次当着绑在椅子上的哈罗德性交。兽医羞愤至极，在汽车旅馆浴室上吊自尽，鲁迪与兽医夫人压根没当回事儿，继续我行我素。两人住进犯罪分子充当安全屋的埃尔帕索酒店，鲁迪料定麦考伊夫妇也会来，准备守株待兔。达克与卡罗尔到酒店登记时要求送餐上门，但经理劳克林称店里只有他上班，没法离开前台，达克马上想到经理肯定知道会出事才把家人送走。他催促卡罗尔赶快穿衣服一起逃跑，此时弗兰假扮送餐女郎敲门，鲁迪全副武装埋伏在旁。达克从旁边的门口窥视才知道鲁迪没死，他潜至两人身后，把鲁迪和弗兰打晕。
卡利及其爪牙在麦考伊夫妇逃离前赶到，双方在大厅、楼梯、电梯激烈交火，卡利手下仅一人生还，达克故意让他逃走。达克开枪打断电梯线缆，来不及逃出的卡利摔死。鲁迪醒来后追踪麦考伊夫妇进入消防通道并朝两人开枪，达克还击打死对手。麦考伊夫妇劫持皮卡，开车的老牛仔非常配合，带两人前往墨西哥。穿过边境后达克与卡罗尔付给老牛仔三万美元买车，后者欣喜若狂，步行返回埃尔帕索，麦考伊夫妇逃脱追捕，在墨西哥逍遥过活。

## 演员
- 史提夫·麥昆饰卡特·“达克”·麦考伊
- 艾莉·麥克勞饰卡罗尔·麦考伊
- 班·約翰森饰杰克·贝农
- 萨莉·斯特拉瑟斯饰弗兰·克林顿
- 艾尔·勒提埃里饰鲁迪·巴特勒
- 斯利姆·佩金斯饰牛仔
- 理查德·布赖特饰盗贼
- 杰克·多德森饰哈罗德·克林顿
- 德博泰勒饰劳克林
- 博·霍普金斯饰弗兰克·杰克逊
- 罗伊·詹森饰卡利

## 制作

### 前期发展

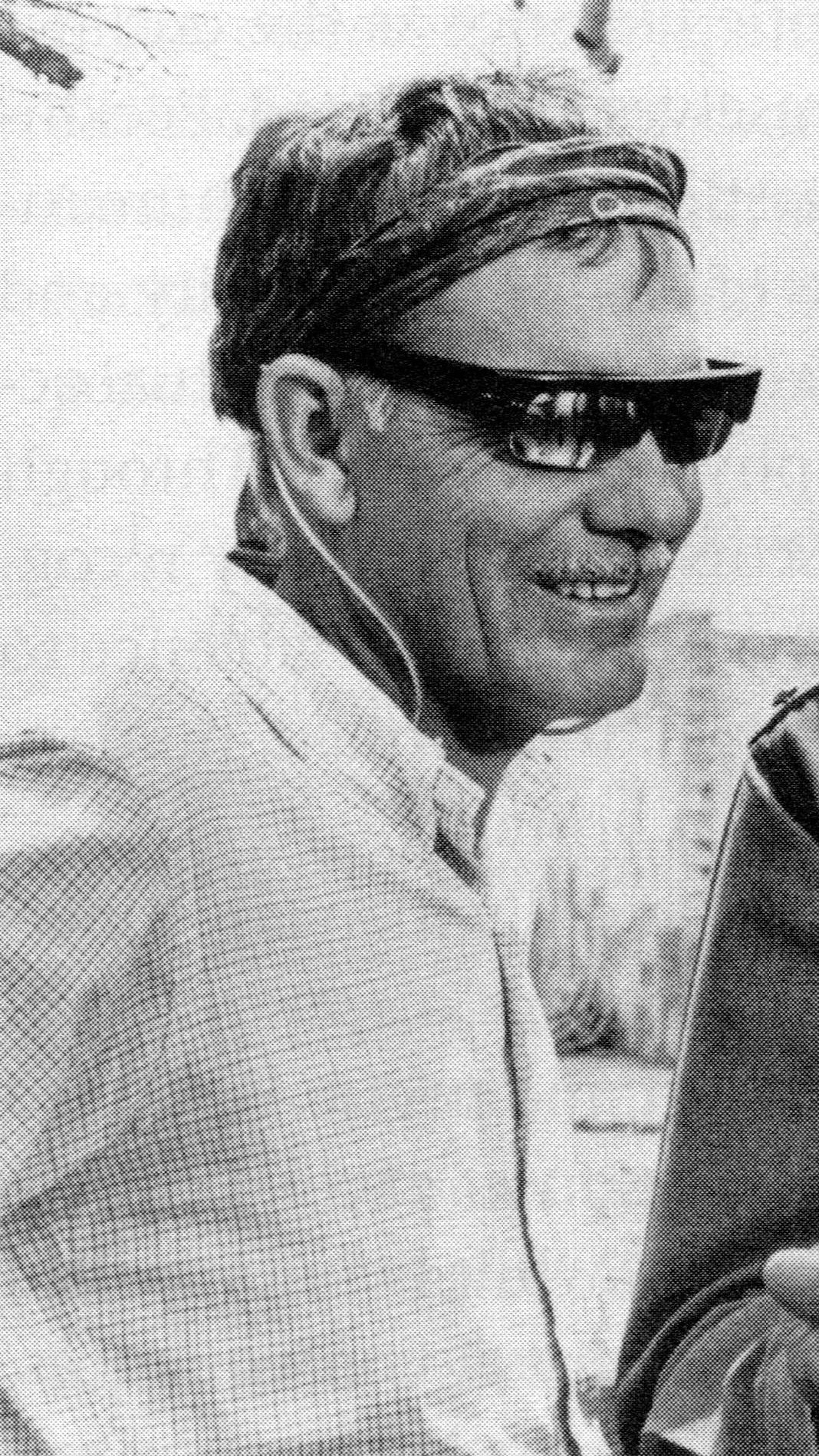
导演山姆·畢京柏在《日落黃沙》片场

史提夫·麥昆多年间一直鼓励公关大卫·福斯特投身电影业当制片人:219，福斯特想在麦奎因计划与保羅·紐曼合作主演的《虎豹小霸王》试水，但二十世纪福克斯、特别是公司总裁理查·賽納克不希望福斯特参与项目。扎努克决定让为公司创造丰厚利润的保罗·莫纳什制作《虎豹小霸王》，导致麦奎因退出，项目一度搁浅:220。福斯特取得吉姆·汤普森犯罪小说《亡命大煞星》的电影改编版权，把书寄给参演《极速狂飙》的麦奎因，推荐拍成电影。麦奎因此时正物色“亦正亦邪”的人物，觉得小说主角达克很合适。:220
福斯特物色导演时看好彼得·博格丹诺维奇:221。博格丹诺维奇的新作《最後一場電影》尚未发行，经纪人杰夫·伯格特意放给福斯特与麦奎因欣赏。两人对该片非常满意，与博格丹诺维奇面谈并达成协议。:221华纳兄弟邀请博格丹诺维奇导演《愛的大追蹤》，芭芭拉·史翠珊主演，条件是马上开拍。博格丹诺维奇两部都想拍但华纳兄弟不肯，麦奎因听闻后很不高兴，向博格丹诺维奇表示《亡命大煞星》准备另请高明。:222
麦奎因不久前与导演山姆·畢京柏合作《小邦纳》的经历很愉快:222，但该片票房不佳。麦奎因表示：“就我（出演）的电影来说，《小邦纳》一分没赚，而且亏本。”:219他建议福斯特联系佩金帕，后者此时也像麦奎因一样急需拍出票房大片，马上就接受邀约。佩金帕看过早年出版的原著小说，那时他刚走上导演道路，曾向汤普森提议把书改编成电影。:222
佩金帕当时想拍大萧条背景电影《北帝王》，讲述火车刹车员竭尽全力阻止无家可归者上车:154。该片制片人与派拉蒙影業制片总监罗伯特·埃文斯达成协议，只要佩金帕先导演《亡命大煞星》就同意他继续拍摄《北帝王》。但派拉蒙很快表示不会拍摄《亡命大煞星》，佩金帕无缘《北帝王》。:154
福斯特与派拉蒙对电影预算产生分歧:226，需在30天内另找制片商接手，否则电影改编版权将为派拉蒙独家保留。麦奎因同意不收预支片酬，仅收取电影一成利润。如果影片票房大卖，如此交易能为制片商产生丰厚利润，邀约如雪片般飞向福斯特，最后头号艺术家中标。:226

### 编剧
福斯特和麦奎恩请汤普森自行改编小说，他投入四个月编写剧本，变更原著部分桥段与情节，保留近乎超现实风格的结局，故事在遍地罪犯的虚构墨西哥小城国王镇结束。麦奎因无法接受如此压抑的结局，请编剧華特·希爾取代汤普森。博格丹诺维奇此时还是项目导演，夫人波莉·普拉特对希尔编剧的《特警双雄》非常满意，推荐请他编剧。希尔表示，博格丹诺维奇希望把原著朝希区柯克风格惊悚片方向改编，但他还只写完25页麦奎因就解雇导演。希尔用六周写完剧本，佩金帕随后加入项目。
据希尔回忆，新导演看过剧本后基本没修改：“我们去除字里行间体现的时代背景，稍微增加一点动作场面”:224。希尔表示：
我觉得汤普森的小说没法拍成电影，必须朝类型片方向修改。他的小说既怪异又偏执，故事在想象的墨西哥城市结束，犯罪分子在此自由生活，结局堪称绝妙。小说非常奇特，（20世纪）50年代创作，背景也是50年代，但故事情节更像30年代。我觉得要是忠实改编原著，电影根本拍不成，就算有办法拍，麦奎因也不可能同意。书中达克·麦考伊本质很残忍，电影应该不可能如实表现，所以我必须尽量把剧本写得不那么暴力。

### 选角
博格丹诺维奇获聘执导本片期间有意让女友西比尔·谢泼德扮演卡罗尔。佩金帕曾与斯黛拉·斯蒂文斯在《牛郎血泪美人恩》合作，打算请她出演，还曾考虑安吉·迪金森与黛安·坎农。福斯特建议邀请《愛的故事》大卖后片约不断的艾莉·麥克勞。:224麦古奥的丈夫罗伯特·埃文斯希望夫人不要把戏路局限在女大学生类型人物，安排她与福斯特、麦奎因、佩金帕面谈:225。据福斯特回忆，麦奎因与佩金帕在外人眼中的形象总是“大碗喝酒、大块吃肉，仿佛野蛮人般动不动用拳头说话”，麦古奥显然很害怕:225。麦奎因与麦古奥马上就为对方深深吸引，麦古奥回忆：“他刚分手重获自由，我深深为之吸引，这令我很害怕”:225。麦古奥最终拿到30万美元片酬和本片德国发行权。
佩金帕本想请杰克·帕兰斯诠释鲁迪·巴特勒，但他要价太高:235。希尔对出演《毒海鸳鸯》的理查德·布赖特很满意，推荐他加入项目:234。布赖特14年前曾与麦奎因合作，两人身高相同，麦奎因觉得布赖特出演的巴特勒不可能在体格上压倒达克，最后佩金帕让他饰演火车站的骗子:234。制片人艾伯特·拉迪推荐与他在《教父》合作的艾尔·勒提埃里扮演鲁迪，后者和佩金帕一样酒瘾很大，电影拍摄期间还因酗酒后举止无常引发问题:235。

### 摄制
1972年2月7日，《亡命大煞星》在德克萨斯州亨茨维尔开始主体拍摄，佩金帕在亨茨維爾監獄拍摄片头监狱桥段，麦奎因身边是真正的罪犯:227。影片其他取景地包括圣马科斯:232、圣安东尼奥:239、埃尔帕索:241。
麦奎因与麦古奥拍片期间恋奸情热:228，女方最后离开埃文斯嫁给麦奎因。福斯特担心两人偷情会引发丑闻，对电影不利。:230麦古奥是模特儿出身，片场表现明显缺乏演出经验:240。据福斯特回忆，麦古奥与导演关系融洽，但对自身表现很不满意：“拍完《亡命大煞星》后回顾自身演出，我很不满意。我喜欢该片，但鄙视自己的表现。”:241
佩金帕的酗酒问题在本片拍摄期间显著加剧，宣称“没醉就没法导演”:444–450。他和麦奎因在电影摄制期间偶尔发生激烈争吵。据佩金帕回忆，演职人员在圣马科斯排练的第一天“史蒂夫与我发生分歧，他拿起香槟酒瓶就朝我扔过来，我马上一躲，史蒂夫哈哈大笑。”:237麦奎因对道具掌握很熟练，特别是他在片中采用的武器。据希尔回忆：“从史蒂夫演出的电影能看出他受过军事训练，对待枪支轻松自如，非常自信”。:238片中达克用枪指着两名警察，开枪并炸毁警车的桥段源自麦奎因建议:238。
麦奎因与头号艺术家达成协议，拥有《亡命大煞星》的终剪权，佩金帕得知后非常难受。理查德·布赖特表示，麦奎因利用终剪权确保他在片中形象上佳，佩金帕认为这纯属打安全牌：“他保留所有《花花公子》风格的个人镜头，确保自身形象光鲜亮丽，打安全牌”。:241

### 音乐
长期与佩金帕合作的作曲家杰里·菲尔丁为本片配乐，两人曾在《午间酒》（1966年）、《日落黃沙》（1969年）、《稻草狗》（1971年）、《小邦纳》合作。麦奎因看过《亡命大煞星》第二次预映后对配乐不满，发挥影响聘请昆西·琼斯为本片作曲:241。琼斯的音乐有爵士乐特点，包含图茨·蒂勒曼斯的口琴独奏、唐·艾略特的声乐作品，两人都曾与琼斯一起混饭吃。佩金帕对此很不高兴，在1972年11月17日的《每日综艺》刊登全版广告，以书信口吻向菲尔丁致谢。菲尔丁此后还与佩金帕两度合作，分别是《惊天动地抢人头》（1974年）和《杀手精英》（1975年）:165–167。琼斯因本片配乐入围金球奖最佳原创配乐奖。

## 发行

### 院线上映与票房
《亡命大煞星》有两轮预映，旧金山的预映乏人问津，圣何塞反响热烈:245。电影1973年一月第二周在美国39个地点收入87.4万美元，登顶《综艺》杂志票房榜:310。1973年影片共进账1894万3592美元，在1972年电影排第八，其中北美院线租金1750万美元。电影摄制成本共335万2254美元:310，单在美国的毛收入达3673万4619美元。
沃尔特·希尔多年后表示：
我编剧的电影以这部遥遥领先，拍摄过程非常顺利，萨姆基本没干什么……影片评价一般但非常卖座，是萨姆最卖座的电影……他一直觉得我们是为钱拍摄本片，这话半真半假吧……他拿到很高的报酬，票房相当火爆，大概只有这部电影给予他公平待遇，也只有这部电影制作时的确考虑他的意见。以前拍过那么多电影，带给他一次次失望与心碎，他从未拿到奖励，也从未获得丰厚报酬，相信本片大卖对他意义重大。

### 家用媒体
华纳家庭娱乐1997年11月19日发布《亡命大煞星》双碟DVD，提供宽屏与裁剪模式。2005年5月31日，华纳发布《史蒂夫·麦奎因精选收藏》七碟DVD套裝，其中包括本片，2007年2月27日又推出HD DVD与蓝光版。收录的特别花絮包括导演传记作家、纪录片电影人尼克·雷德曼、加纳·西蒙斯、戴维·韦德尔、保罗·塞多尔的评论音轨，佩金帕、麦奎因、麦古奥的12分钟“虚拟”评论，采访杰里·菲尔丁的夫人和两个女儿，以及佩金帕助理的特辑《主题音乐：杰里·菲尔丁、萨姆·佩金帕与亡命大煞星》”。

## 专业评价
《亡命大煞星》上映之初迴響不佳:246。《纽约时报》的文森特·坎比批评电影“漫无目标”。罗杰·埃伯特在《芝加哥太陽報》为影片评分两星（最高四星），批评剧情矫揉造作，大而无物、虚有其表、情节机械。《紐約客》刊登宝琳·凯尔的文章，称麦奎因与麦古奥的银幕恋情还有许多不足，麦古奥的演技比坎娣絲·伯根都差得远:246。杰伊·考克斯在《時代雜誌》发文，认为佩金帕有些“自我感觉太好”，但电影“制作精良”。《紐約每日新聞》的凯萨琳·卡罗尔谴责本片“过于暴力与粗俗”:246。约翰·西蒙批评影片“令人失望、丑陋到难以置信”。不过，吉恩·西斯克在《芝加哥論壇報》发文给予《亡命大煞星》三星半好评（最高四星），将影片与《我倆沒有明天》相提并论。《新共和》刊登斯坦利·考夫曼的文章，称“麦古奥只能拿零分，大家时刻都在质疑她。除选角存在如此巨大的缺陷外，电影倒还挺好”。
随着时间的推移，影评人对本片看法逐渐好转。丹尼斯·施瓦茨在《奥祖世界电影评论》为电影评级“B”，主要称赞片中动作场面，认为影片尽显佩金帕个人风格，大量动作与暴力场面结合道德存疑的立场，营造扣人心弦的惊悚片。“CHUD.com”网站的纽厄尔·托德为影片打出七分（最高十分），认为电影娱乐效果好，麦奎因的动作场面令电影更上一层楼。凯西·布罗德沃特在“Blu-ray.com”网站发文，认为电影结构合理，是情侣逃亡风格抢劫片佳作，惊悚效果很好，与佩金帕的标志风格既相融又对立。费利克斯·瓦斯克斯在《电影狂热》发文赞扬电影动作场面，称“《亡命大煞星》是一流犯罪惊悚片，拥有麦奎因带来的神奇转折，至今仍是我眼中的最佳动作片”。
爛番茄共收集本片21篇评论，综合认可度八成六，网站共识评述写道：“《亡命大煞星》是暴力与冷酷之王萨姆·佩金帕与史蒂夫·麦奎因全力合作的产物”。。该网站还把影片选为“影史78部最佳抢劫片”第47名。2010年，《播放清单》把《亡命大煞星》选入“史上抢劫片25强”，称赞影片表现坚实、直截了当，如果深夜在电视上看到总是值得欣赏。

## 重拍
1994年2月11日，罗杰·唐纳森执导并与沃尔特·希尔编剧的同名重拍片上映，艾力·寶雲与金·貝辛格分饰男女主角，迈克尔·马德森、占士·活士、大衛·摩斯、珍妮佛·提莉出演配角。影评人反响不佳，认为片中充斥过时套路，与佩金帕的原作相比毫无灵感。2008年，鲍德温自承该片很烂。